# Sycaonia popae
Sycaonia popae là một loài tò vò trong họ Ichneumonidae.